# María Jesús Montero
María Jesús Montero Cuadrado ([maˈɾia xeˈsus mõn̪ˈtɛɾo kwaˈðɾaðo]), née le 4 février 1966 à Séville, est une femme politique espagnole membre du Parti socialiste ouvrier espagnol (PSOE).
Spécialiste de la gestion hospitalière, elle est sous-directrice de deux établissements de santé à Séville à la fin des années 1990. Elle devient en 2002 vice-conseillère à la Santé de la Junte d'Andalousie.
Deux ans après, elle est nommée conseillère à la Santé du gouvernement andalou. En fonction neuf ans, elle est présentée comme possible successeure de Manuel Chaves puis José Antonio Griñán. Elle fait adopter à l'unanimité en 2010 la loi de mort digne, qui encadre les soins palliatifs. En 2013, Susana Díaz en fait la conseillère aux Finances et aux Administrations publiques. Pendant cinq ans, elle fait voter tous les ans une loi de finances alors que le PSOE ne dispose pas de la majorité absolue et que le gouvernement espagnol impose des critères stricts de déficit public.
Elle est désignée en juin 2018 ministre des Finances dans le premier gouvernement de Pedro Sánchez. Elle est reconduite en 2020 puis en 2023. Porte-parole du gouvernement entre 2020 et 2021 et vice-présidente du gouvernement à partir de 2023, elle devient peu à peu un élément-clé du dispositif politique de Pedro Sánchez. Il en fait ainsi sa vice-secrétaire générale au PSOE en 2022, puis la numéro deux de son exécutif en 2023.
En 2025, elle devient secrétaire générale du PSOE d'Andalousie.

## Famille

### Enfance
María Jesús Montero Cuadrado naît le 4 février 1966 à Séville. Elle est la fille de Concepción (Conchita) Cuadrado et Manuel Montero, un couple de professeurs du quartier de Triana, où elle grandit, qui enseignent au collège José María Izquierdo, qu'elle fréquente.

### Vie familiale
Elle est propriétaire de trois logements à Séville, mariée et mère de deux filles,.

## Vie professionnelle

### Études et premiers engagements
Entre 1986 et 1988, elle préside la commission de la Marginalisation du Conseil de la jeunesse d'Andalousie. Pour les deux années qui suivent, elle est secrétaire générale du Conseil.
Elle obtient ensuite une licence en médecine et chirurgie de l'université de Séville, puis un master en gestion hospitalière à l’Escuela de Alta Dirección y Administración (EADA).

### Haute fonctionnaire

#### Cadre hospitalière
Elle est nommée en 1995 sous-directrice médicale de l'hôpital universitaire Virgen de Valme de Séville. Elle est recrutée trois ans plus tard pour occuper le même poste au sein du complexe sanitaire Virgen del Rocío. Elle est par la suite promue sous-directrice gestionnaire.

#### Vice-conseillère à la Santé de la Junte
Elle progresse dans la haute administration lorsque le conseil de gouvernement de la Junte d'Andalousie la choisit le 13 septembre 2002 comme nouvelle vice-conseillère à la Santé. Elle n'appartient pas à ce moment au Parti socialiste ouvrier espagnol (PSOE). Elle est présentée comme « une bonne gestionnaire, très bien préparée, avec une grande capacité de travail ».
Au mois de janvier 2004, après la mort de deux enfants dans la province de Huelva des conséquences d'une méningite et l'admission à l'hôpital d'un enfant de la province de Séville contaminé par cette maladie, elle soutient qu'il n'y a pas d'épidémie en Andalousie. Elle évoque des « cas isolés » et souligne qu'il est normal que la méningite se développe entre l'automne et le printemps sans que cela ne se traduise systématiquement par « la mort du patient ».

## Conseillère de la Junte d'Andalousie

### À la Santé

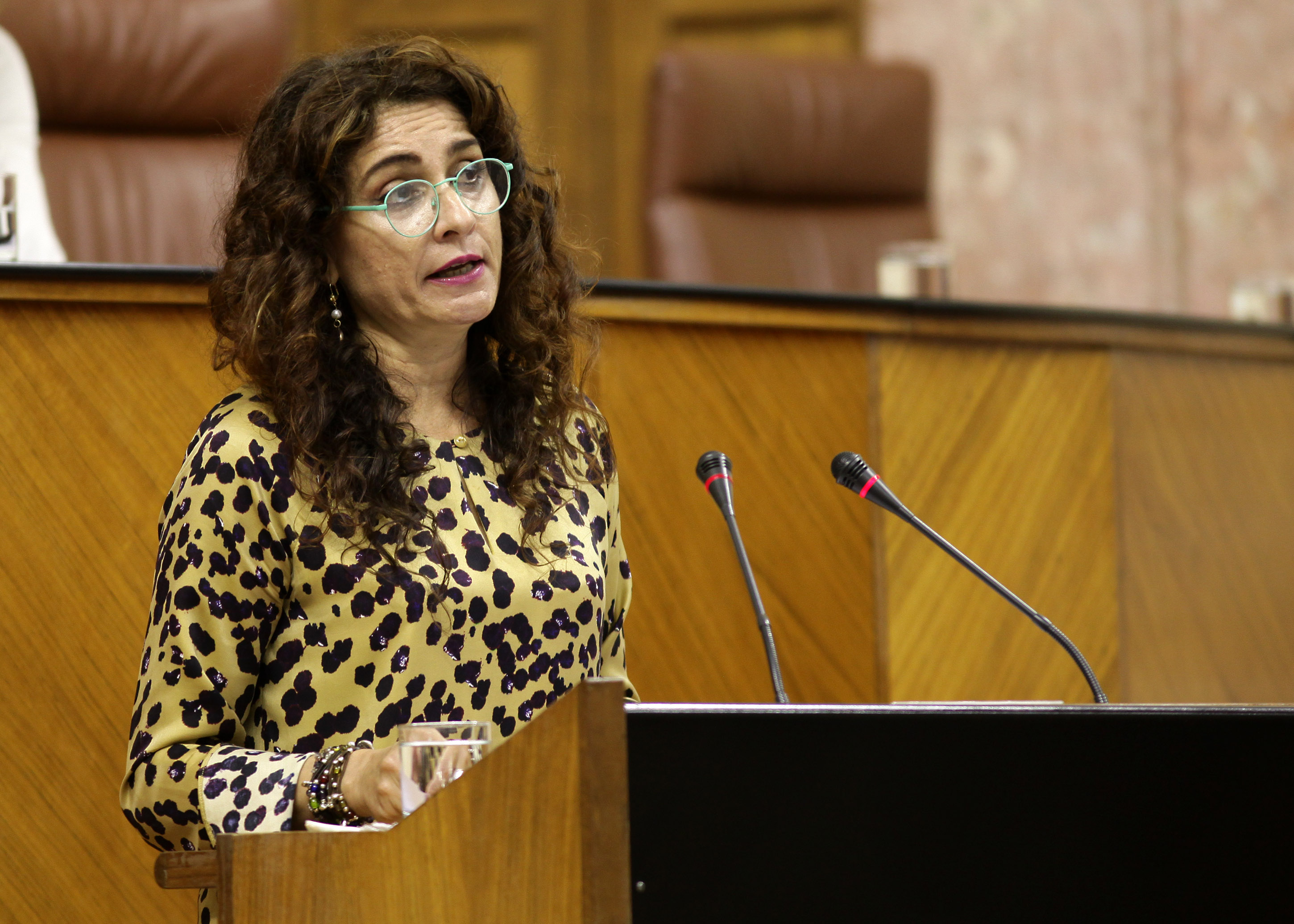
María Jesús Montero est conseillère à la Santé d'Andalousie entre 2004 et 2013..

À la suite des élections du 14 mars 2004, elle est nommée le mois suivant conseillère à la Santé du gouvernement andalou par le président Manuel Chaves à l'âge de 38 ans. Élue députée de la circonscription de Séville le 9 mars 2008 au Parlement d'Andalousie, elle est confirmée dans ses fonctions exécutives.
Évoquée pour prendre la succession de Chaves en avril 2009, elle est maintenue dans ses responsabilités par le nouveau président José Antonio Griñán. Elle est renommée en 2012 avec le titre de conseillère à la Santé et au Bien-être social.
En juin 2009, elle présente le projet de loi relatif aux droits et aux garanties de la dignité des personnes dans le processus de mort — dite « loi de mort digne » — qui reconnaît les directives anticipées permettant de refuser certains traitements, fixe la sédation palliative terminale comme une « bonne pratique médicale » et établit le droit aux soins palliatifs terminaux à domicile. Le texte est adopté à l'unanimité du Parlement le 17 mars 2010.

### Aux Finances

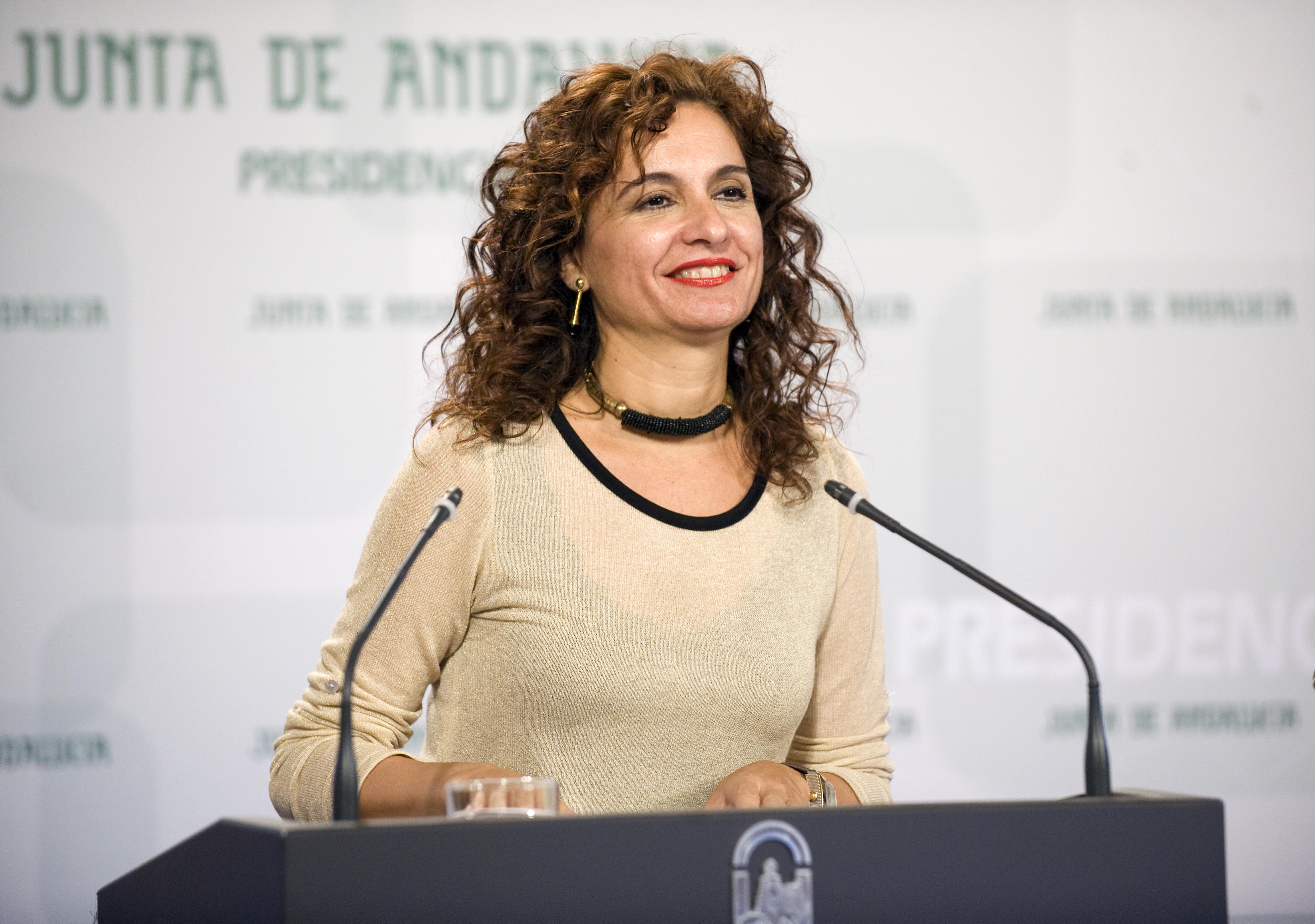
En septembre 2013, María Jesús Montero est promue conseillère aux Finances.

Après que Griñán a décidé de renoncer en septembre 2013, le nom de Montero est de nouveau cité comme une possible successeur mais c'est finalement Susana Díaz qui est choisie. Celle-ci nomme alors Montero conseillère aux Finances et aux Administrations publiques. Auditionnée peu après par la commission des Finances du Parlement, elle annonce que le budget pour 2014 sera « extrêmement difficile », comprendra « une sévère correction » et sera « austère » du fait « des fortes restrictions financières ». Après sa reconduction par Díaz en 2015, elle devient la doyenne du conseil de gouvernement de la Junte andalouse.
Bien que le PSOE gouverne d'abord en coalition avec la Gauche unie (IU), puis en minorité avec le soutien sans participation de Ciudadanos à partir de 2015, elle parvient à faire adopter cinq lois de finances, tout en respectant les objectifs de déficit imposés par le ministre des Finances Cristóbal Montoro. Elle réduit notamment au minimum possible l'impôt sur les successions et les donations, et rétablit le temps de travail à 35h hebdomadaires dans la fonction publique.

## Premières responsabilités au sein du PSOE
Devenue membre du PSOE, elle est élue le 27 juillet 2014 membre la commission fédérale d'éthique et de garantie (CFEG), sur une liste de cinq personnes qui reçoit 89,3 % de votes favorables. Elle cosigne le 30 septembre 2016 avec deux de ses collègues un rapport selon laquelle la démission de 17 membres de la commission exécutive fédérale conduit à la dissolution de celle-ci, donc à la fin des fonctions du secrétaire général Pedro Sánchez. Les proches de ce dernier rejettent ce rapport, estimant que seule la présidente de la commission Isabel Celaá peut la convoquer.
En mai 2017, alors que Díaz postule aux primaires du 39e congrès fédéral du Parti socialiste, Montero est perçue comme favorite pour la remplacer. Si elle lui apporte son soutien, elle ne fait cependant pas partie de son premier cercle. Toutefois, la présidente de la Junte écarte une telle possibilité du fait des nombreux désaccords qui opposent les deux responsables dans leurs relations privées. Elle est élue deux mois plus tard parmi les 128 membres du comité directeur du Parti socialiste ouvrier espagnol d'Andalousie (PSOE-A) et les 18 délégués andalous au comité fédéral du parti, à l'occasion du congrès régional socialiste.

## Ministre des Finances

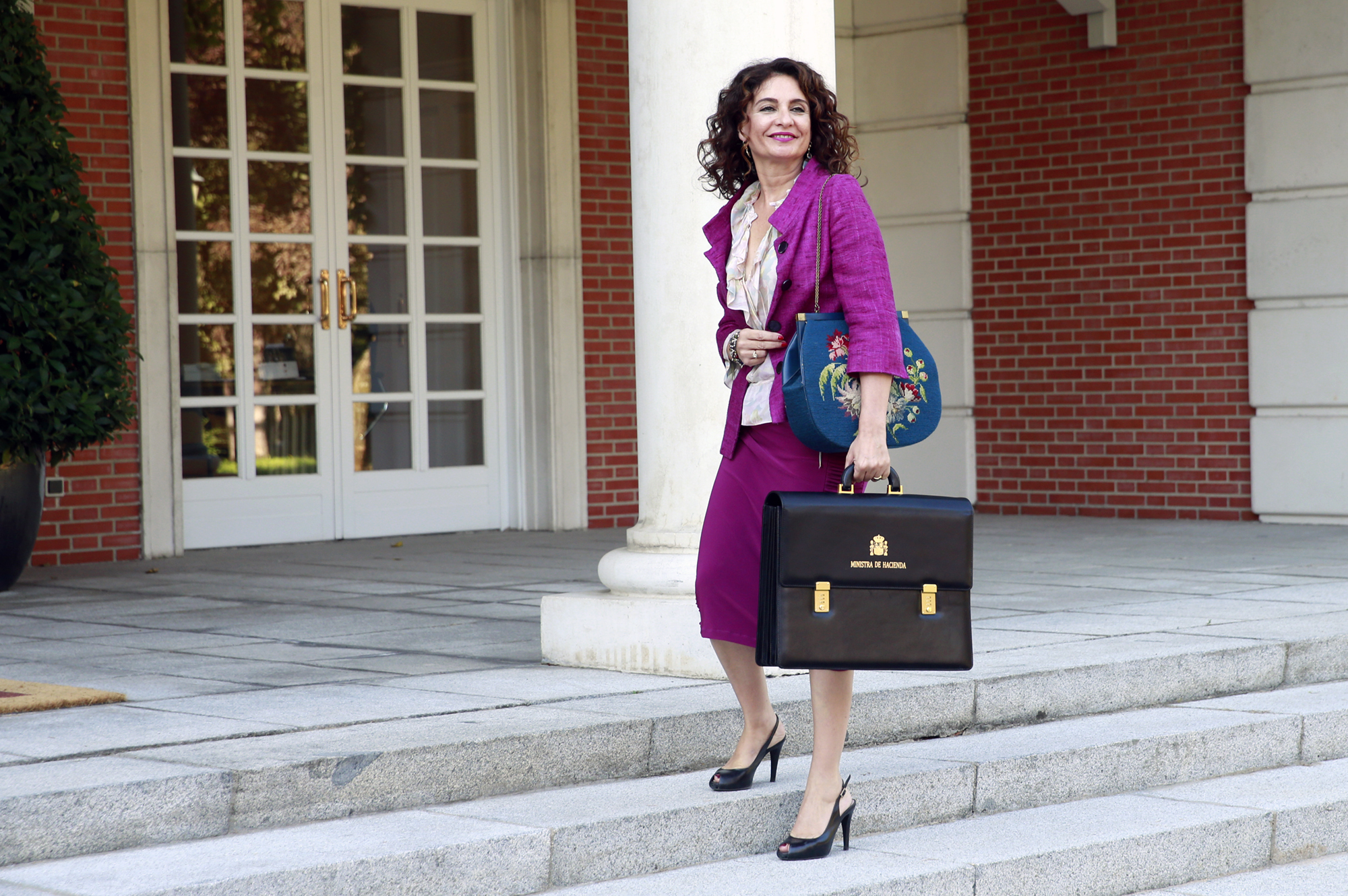
María Jesús Montero est nommée ministre des Finances en juin 2018.

Le 5 juin 2018, la presse indique que Pedro Sánchez a l'intention de nommer María Jesús Montero ministre des Finances de son premier gouvernement, ce qui est perçu comme un geste de détente vis-à-vis de Susana Díaz.
Elle prête serment avec le reste de ses collègues le 7 juin, et promet comme douze autres ministres la formulation de « conserver le secret des délibérations du Consejo de Ministras y Ministros », afin de souligner la grande majorité de ministres féminines de la nouvelle équipe gouvernementale.

### Lois de finances
Devant le Sénat le 11 juin 2018, María Jesús Montero défend l'adoption du projet de loi de finances pour 2018 en cours d'examen, bien qu'il ait été élaboré par le gouvernement précédent, issu du Parti populaire. Elle met ainsi en œuvre l'engagement pris quelques jours plus tôt par Pedro Sánchez afin d'obtenir le vote favorable du Parti nationaliste basque (EAJ-PNV) à la motion de censure contre Mariano Rajoy.
Le 14 janvier 2019, elle remet à la présidente du Congrès des députés Ana Pastor le projet de loi de finances pour 2019, qui a fait au préalable l'objet d'un accord entre le gouvernement et Unidos Podemos. À l'issue de la discussion générale du 13 février, le projet de loi est renvoyé au gouvernement sans examen par 191 voix favorables, les partis indépendantistes catalans ERC et PDeCAT ayant joint leurs voix aux partis d'opposition du centre, du centre droit et de droite. Lors d'un Conseil des ministres extraordinaire deux jours plus tard, le gouvernement dissout les Cortes Generales et convoque des élections générales anticipées le 28 avril.
Ayant obtenu en février 2020 le vote favorable du Congrès des députés puis du Sénat sur sa trajectoire pluriannuelle des finances publiques qui prévoit une baisse de la croissance et une hausse du déficit public, elle renonce un mois plus tard à présenter un projet de loi de finances pour 2020 compte tenu du retard dans sa préparation induit par la pandémie de Covid-19. Elle remet le 28 octobre suivant, au lendemain d'un accord au sein de la coalition gouvernementale, le projet de budget de l'État pour 2021 à la présidente du Congrès Meritxell Batet. Grâce à un accord avec la Gauche républicaine de Catalogne, le Parti nationaliste basque et Euskal Herria Bildu, le texte est adopté le 3 décembre par les députés puis le 22 décembre par les sénateurs. C'est la première fois depuis 2015 qu'une loi de finances est votée avant la fin de l'année civile, ce qui met par ailleurs un terme à l'application prorogée du budget 2018 de Mariano Rajoy.
Aux côtés du ministre de la Présidence Félix Bolaños, elle négocie avec Unidas Podemos au nom du Parti socialiste le contenu du budget pour 2022, qui fait l'objet d'un accord le 5 octobre 2021. Elle remet le projet de loi à Meritxell Batet huit jours plus tard. Grâce au ralliement des partis nationalistes et indépendantistes, le projet de budget de l'État est adopté en séance publique le 25 novembre. Contre toute attente, le texte fait l'objet d'un amendement lors du vote final au Sénat le 21 décembre en raison du vote surprise du Parti populaire, ce qui oblige à son retour au Congrès, qui l'adopte définitivement le 28 décembre.
Après que le PSOE et Unidas Podemos se sont entendus le 4 octobre 2022 sur le contenu du projet de loi de finances pour 2023, elle remet le 6 octobre le projet de budget de l'État à Meritxell Batet. Le 22 novembre, après s'être entendu avec le Parti nationaliste basque et le Parti démocrate européen catalan, l'exécutif s'assure le soutien d'Euskal Herria Bildu, ce qui assure l'adoption de la loi de finances deux jours plus tard en séance plénière. Le texte est effectivement voté par le Congrès le 24 novembre, avec également l'appui de la Gauche républicaine. Le 20 décembre, le projet de budget 2023 est ratifié par le Sénat sans changement, permettant au gouvernement de faire voter son troisième budget consécutif et le dernier de la XIVe législature.
Le 12 décembre 2023, le Conseil des ministres approuve la nouvelle programmation triennale des finances publiques, qui prévoit que le déficit public reviendra dans la limite des 3 % du pacte de stabilité et de croissance dès l'année suivante. Approuvée par le Congrès le 10 janvier 2024, la trajectoire est rejetée le 7 février suivant par le Sénat, désormais dominé par le Parti populaire avec une majorité absolue. Conformément à la procédure budgétaire, la trajectoire est de nouveau adoptée par le Conseil des ministres le 13 février, sans changement de données. Si le Congrès la valide de nouveau le 29 février, elle est une nouvelle fois repoussée par le Sénat le 6 mars. María Jesús Montero affirme à cette occasion qu'elle sera en mesure d'élaborer un projet de loi de finances pour 2024 puisqu'un rapport du bureau de l'Avocat général de l'État estime que la trajectoire de stabilité budgétaire adressée à la Commission européenne six mois plus tôt doit être tenue. Pourtant le 13 mars, l'exécutif renonce à présenter un projet de budget pour l'année en cours. L'anticipation au 12 mai des élections en Catalogne rend en effet impossible la conclusion d'accords parlementaires entre le Parti socialiste et les partis indépendantistes. En attendant l'adoption de la loi de finances pour 2025, celle pour 2023 est donc automatiquement prorogée.
La procédure budgétaire pour 2025 est lancée lors du Conseil des ministres du 16 juillet 2024 avec l'approbation du plafond des dépenses de l'État à hauteur de 195 milliards €, en hausse de 3,2 %, et de la programmation triennale des finances publiques pour 2025-2027, qui anticipe un déficit de 2,5 % du PIB en 2025, puis 2,1 % en 2026, et enfin 1,8 % en 2027. Une semaine plus tard, la programmation triennale est rejetée au Congrès par 178 voix contre et 171 voix pour, après que les indépendantistes catalans d'Ensemble pour la Catalogne (Junts) ont joint leur vote d'opposition à ceux du Parti populaire et de Vox, dénonçant une répartition du déficit défavorable aux communautés autonomes. Conformément à la loi de stabilité budgétaire, le gouvernement est donc appelé à approuver, sous quatre semaines, une nouvelle trajectoire pluriannuelle.

### Porte-parole du gouvernement

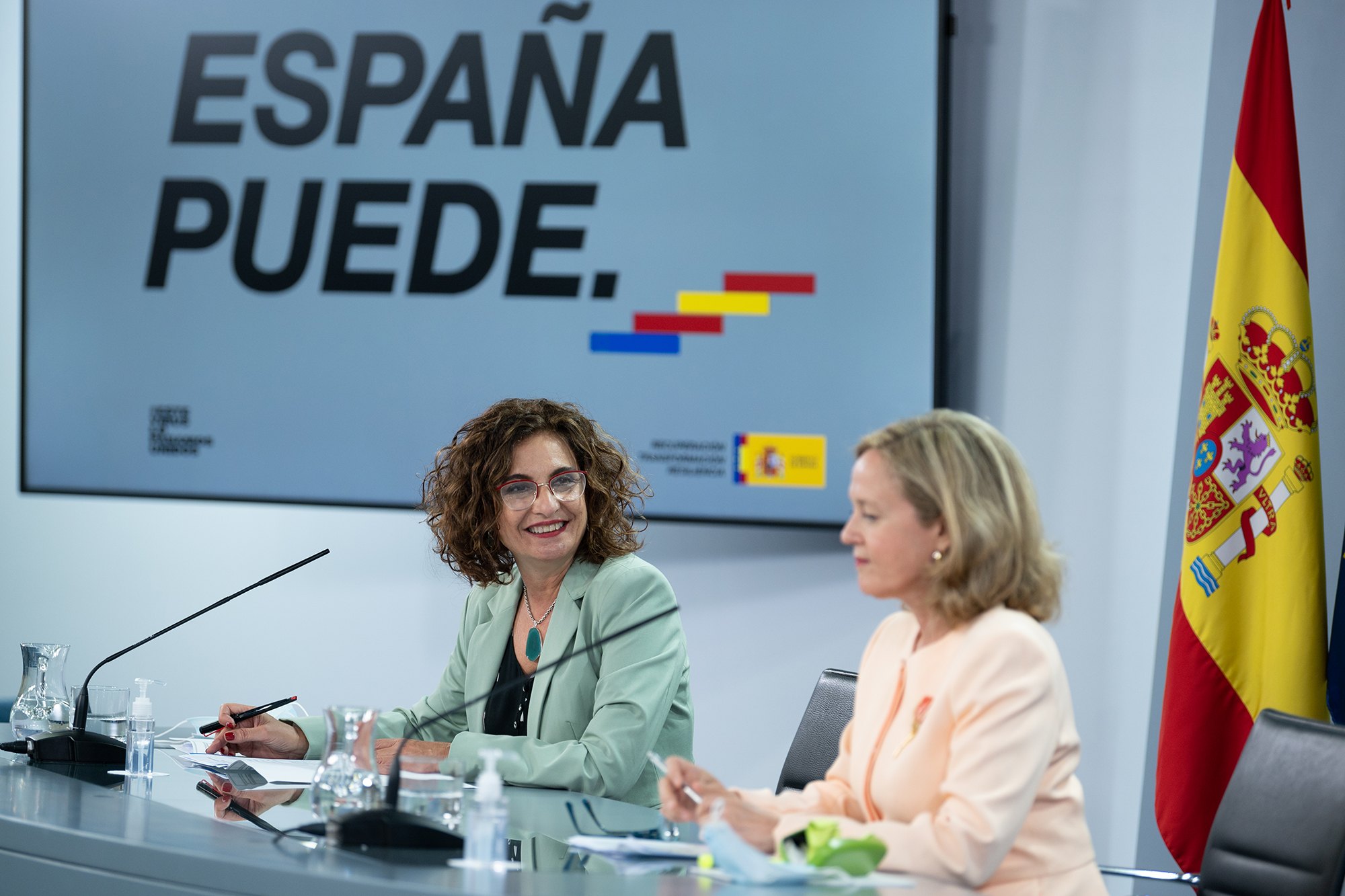
María Jesús Montero est porte-parole du gouvernement en janvier 2020 et juillet 2021.

Pour les élections générales anticipées du 28 avril 2019, María Jesús Montero est investie en tête de liste dans la circonscription de Séville par la direction provinciale du Parti socialiste, conformément à la volonté exprimée par Pedro Sánchez. Elle est confirmée après que l'échec du Congrès à investir un président du gouvernement a conduit à la convocation des élections anticipées du 10 novembre suivant.
Elle participe à l'été puis à l'automne/hiver 2019 aux équipes de négociations post-électorales du PSOE avec Unidas Podemos, d'abord dans l'objectif d'en obtenir le soutien sans participation, puis de former un gouvernement de coalition. Le contrat de coalition est signé le 30 décembre 2019 par Pedro Sánchez et Pablo Iglesias. Il s'agit de la première expérience de gouvernement partagé depuis la fin de la IIe République.
Il est révélé dans la presse le 9 janvier 2020 que María Jesús Montero sera reconduite comme ministre des Finances, et qu'elle exercera également les fonctions de porte-parole du gouvernement. C'est la première fois en Espagne que ces deux responsabilités sont réunies, et la deuxième fois en Europe après le Français Alain Juppé à la fin des années 1980. Avec ses 21 collègues du gouvernement Sánchez II, elle prête serment devant le roi Felipe VI le 13 janvier au palais de la Zarzuela.
À l'occasion d'un important remaniement ministériel annoncé le 10 juillet 2021 par le président du gouvernement, elle perd ses responsabilités de porte-parolat, qui sont transférées à la nouvelle ministre de la Politique territoriale Isabel Rodríguez mais récupère les compétences en matière de fonction publique, qui dépendaient jusqu'à présent du ministère de Rodríguez. En compagnie de ses nouveaux collègues et de ceux ayant changé d'attributions, elle est assermentée à la Zarzuela devant le monarque le 12 juillet.

### Numéro deux du gouvernement

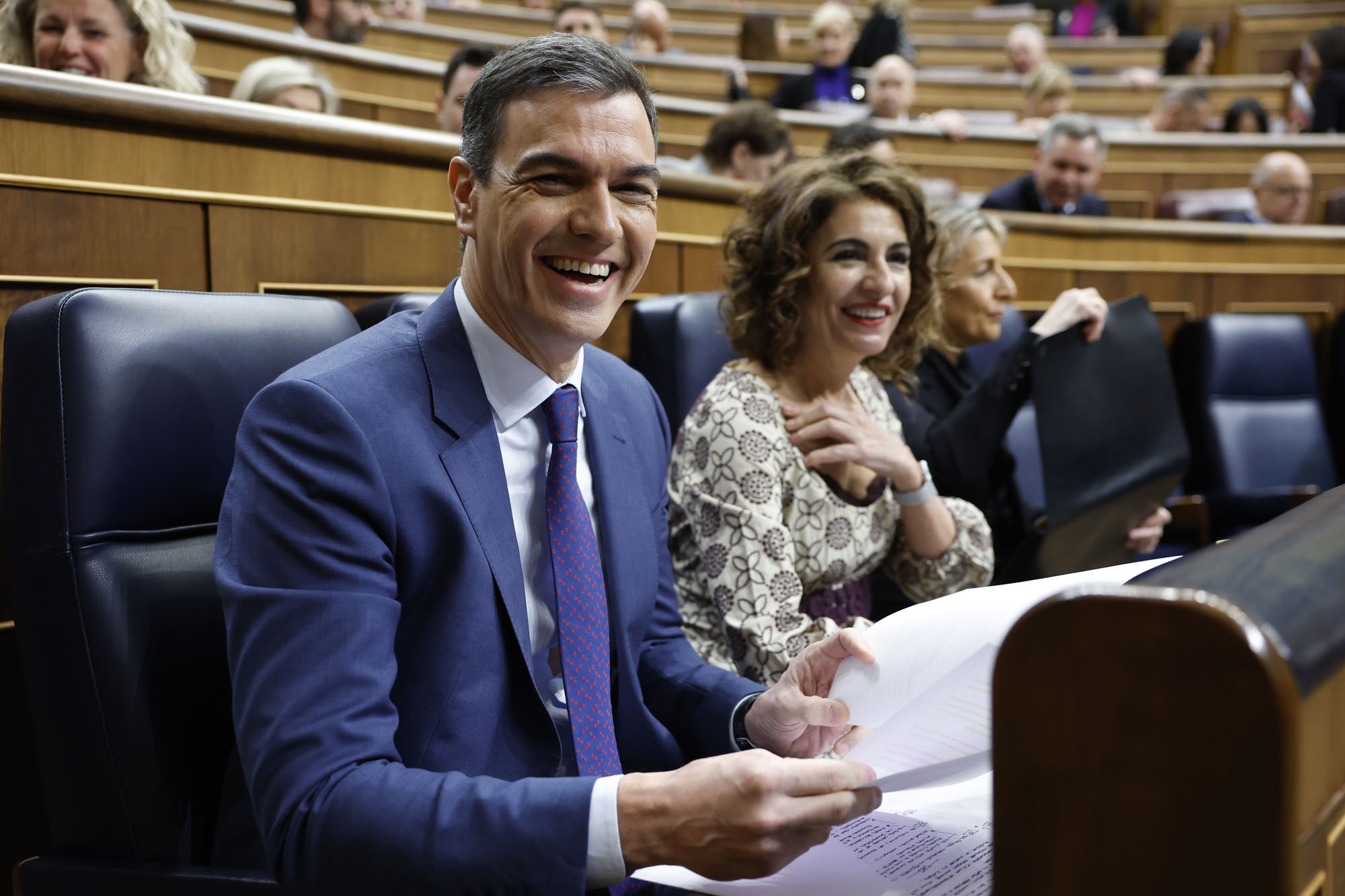
María Jesús Montero devient « numéro deux » du gouvernement Sánchez III un mois après sa formation.

Ayant eu un rôle prépondérant dans les négociations d'investiture postérieures aux élections générales anticipées du 23 juillet 2023, María Jesús Montero est promue, comme attendu, quatrième vice-présidente du gouvernement lors de l'annonce de la composition du troisième gouvernement Sánchez le 20 novembre. Pièce maîtresse du nouvel exécutif aux côtés du ministre de la Présidence et de la Justice Félix Bolaños, devenue au fil des années indispensable à Pedro Sánchez, elle fait partie des six ministres qui l'accompagnent depuis son accession au pouvoir en juin 2018. Avec les 21 autres ministres, elle prête serment le 21 novembre, au palais de la Zarzuela devant le roi Felipe VI.
À la suite du départ prévu de Nadia Calviño à la présidence de la Banque européenne d'investissement (BEI), María Jesús Montero est promue le 29 décembre suivant première vice-présidente du gouvernement, ce qui renforce encore son poids au sein de l'exécutif. À cette occasion, elle perd la tutelle du secrétariat d'État à la Fonction publique au profit du ministre de la Transformation numérique José Luis Escrivá. Le jour même, elle est assermentée devant le monarque à la Zarzuela. Sa condition de numéro deux du gouvernement et du parti du chef de l'exécutif est inédite depuis une vingtaine d'années et les expériences du socialiste Alfonso Guerra et du conservateur Francisco Álvarez-Cascos et fait d'elle la vice-présidente accumulant le plus de pouvoir politique depuis deux décennies.

## Cadre du PSOE

### Vice-secrétaire générale nationale
La vice-secrétaire générale du Parti socialiste ouvrier espagnol Adriana Lastra remet sa démission le 18 juillet 2022, quelques semaines après la déroute des élections andalouses qui a mis en évidence plusieurs faiblesses internes. Trois jours plus tard, Pedro Sánchez indique qu'il nomme María Jesús Montero à ce poste, accompagnant cette désignation de la nomination de nouveaux porte-paroles parlementaire et du parti, afin de renforcer le poids politique de la direction. Ces changements sont ratifiés sans débat par le comité fédéral du PSOE le 23 juillet.
Lorsque Pedro Sánchez annonce prendre cinq jours de réflexion sur une éventuelle démission à la fin du mois d'avril 2024, elle est perçue comme sa successeure naturelle et logique en raison de sa place dans l'appareil et de ses capacités politiques, bien qu'il n'ait jamais fait formellement de María Jesús Montero sa dauphine.
Lors du XLIe congrès fédéral du Parti socialiste, organisé à Séville, elle est reconduite dans ses fonctions dans la mesure où Pedro Sánchez a décidé de confirmer les principaux cadres dirigeants du parti. La liste pour la commission exécutive est ainsi ratifiée le 1er décembre par les délégués des militants à 90 % des voix.

### Secrétaire générale en Andalousie
Le 7 janvier 2025, le secrétaire général du Parti socialiste ouvrier espagnol d'Andalousie (PSOE-A) Juan Espadas annonce qu'il ne sera pas candidat à un nouveau mandat, actant la perte de soutien de la direction nationale conduite par Pedro Sánchez et la structuration progressive d'un courant critique. La candidature de María Jesús Montero est alors perçue comme une évidence. Elle annonce effectivement sa candidature le lendemain à Séville. Ayant présenté plus que les 6 183 parrainages de militants requis et étant la seule pré-candidate déclarée, elle est proclamée secrétaire générale par la commission d'éthique et des garanties du PSOE-A le 18 janvier suivant.
Lors du XVe congrès régional du Parti socialiste, organisé à Armilla les 22 et 23 février, elle propose une commission exécutive composée de 65 membres au sein de laquelle l'ex-présidente du Parlement d'Andalousie Fuensanta Coves occupe la présidence, la députée régionale de Huelva María Márquez est vice-secrétaire générale, le maire de Dos Hermanas Francisco Rodríguez assume le secrétariat à l'Organisation et l'ex-maire de Grenade Francisco Cuenca est chargé des fonctions de porte-parole. Rafael Escuredo, premier président de la Junte d'Andalousie, est fait président d'honneur. La liste est ratifiée par les délégués avec 94,5 % des voix. Elle est proclamée le 26 juin suivant cheffe de file aux élections autonomiques de 2026 par la commission régionale d'éthique et des garanties, qui constate qu'elle est la seule pré-candidate à s'être déclarée et qu'elle a présenté 4 108 parrainages militants, soit le maximum autorisé par les statuts.